# Fatah al-Iszlám
A Fatah al-Iszlám (arabul: فتح الإسلام, Fataḥ al-Islām) egy szunnita arab iszlám csoport. A csoport tagjait terroristáknak és katonai dzsihádistáknak írják le, és a csoport egy terrorista szervezet, mely kapcsolatokat tart fenn az al-Kaidával. Főbb célpontjai Izrael és az Egyesült Államok. Ezen kívül célja, hogy a palesztin menekülttáborokban vezessék be a saríát.

## Eredete és ideológiája
2006 novemberében a Fatah al-Iszlám központját a Nahr al-Báred-i menekülttáborban alakította ki Észak-Libanonban. Olyan harcosok alapították, akik kiléptek a Szíria-barát Fatah Felkelésből. A csoport vezetője a palesztin fegyveres Sákir Júszef al-Abszi.

## Kapcsolata az al-Káidával
Néhány hírszervezet azt sugallta, hogy a Fatah al-Iszlámnak köze van az al-Káidához. Néhány riport még azt is állítja, hogy a Fatah al-Iszlám az al-Káida hálózatának része. Abszi kijelentette, hogy a szervezetnek nincs köze az al-Káidához, de céljaik közösek.
Szíria, a libanoni aggályokra válaszul, miszerint a szírek támogatják a szervezetet, bejelentették, hogy a szervezetnek már több tagját elítélték az országban az al-Káidával folytatott kapcsolataik miatt. A szír vezetés szerint a csoport még most is az al-Káidának dolgozik

## Vezetése és tagsága
A Fatah al-Iszlámot jelenleg Sákir Júszef al-Abszi, egy palesztin menekült vezeti, aki jelenleg Libanonban lakik. Egyes jelentések szerint kapcsolatban állt az al-Káida egykori iraki vezetőjével, Abu Muszab az-Zarkávival. 2004-ben egy jordán katonai bíróság halálra ítélte. Hosszú a bűnlistája, és három évet ült már szír börtönökben. A csoport szóvívője Abú Szálim.
A Fatah al-Iszlámnak állítólag féltucat palesztin tagja van. A tagság többsége szír, szaúdi és más arab dzsihádisták, akik Irakban harcoltak, valamint ezen felül 50 radikális szunnita tagja van.

## Cselekményei
2006. december 7-én a Le Monde azt közölte, hogy magas rangú ENSZ-tisztviselőket úgy informált a Palesztin Felszabadítási Szervezet libanoni képviselője, Abbász Zaki, hogy a Fatah al-Iszlám egyik robbantása 36 Szíria-ellenes embert ölt meg, s további 20 embert megsebesített Libanonban.
A libanoni hatóságok azt állítják, hogy a szervezet részt vett 2007. február 13-án két minibusz felrobbantásában Ajn Alaknál. Ekkor mondták azt is, hogy ez a szervezet a szír titkosszolgálat előretolt állása. Mind a Fatah al-Iszlám, mind pedig a szír kormány cáfolta a híreket.

### Konfliktus a libanoni hadsereggel
A Fatah al-Iszlám és a Libanoni Fegyveres Erők között harc tört ki 2007. május 20-án, aminek aznap legalább 27 libanoni katona, 15 fatahos fegyveres és 15 civil esett áldozatul. Ezen felül további 27 civil halt meg és 40 kapott sebesülést. A hadsereg össztűz alá vette a táborban lévő fegyvereseket. Ezt megelőzően a libanoni hadsereg nem lépett a tábor területére, mert ezt egy 1969-es egyezmény tiltotta.
Május 20-án a Fatah azt nyilatkozta a WAFA palesztin hírügynökségnek, hogy az úgynevezett Fatah al-Iszlám semmiféle kapcsolatban nem áll a Fatahhal és a Palesztin Felszabadítási Szervezettel. Továbbá bejelentette, hogy Libanonban ez a szervezet megszállt egy menekülttábort, ahol palesztinok élnek. Felszólította a palesztinokat, hogy határolódjanak el a szervezettől.
A Palesztin Felszabadítási Mozgalom libanoni szóvivője, Abbász Zaki találkozott a libanoni kormányzati szervekkel, hogy tájékoztassa őket arról, hogy a szervezet tagjai extrémisták, nem ennek a palesztin szervezetnek a tagjai, és nem állnak velük semmilyen kapcsolatban.
Végül a civil palesztin menekültek el tudták hagyni a tábort, miután a Fatah al-Iszlám egyoldalúan fegyverszünetet hirdetett. Május 22-23-án menekültek a polgári személyek. A Fatah al-Iszlám még mindig a táboron belül van, és azt mondta, ha megtámadják, a halálig harcolnak.
A Fatah-frakció szóvivője is kijelentette, hogy az úgynevezett Fatah al-Iszlám sem a Fatahnak, sem a PFSZ-nek nem tagja.